# Manto de gelo

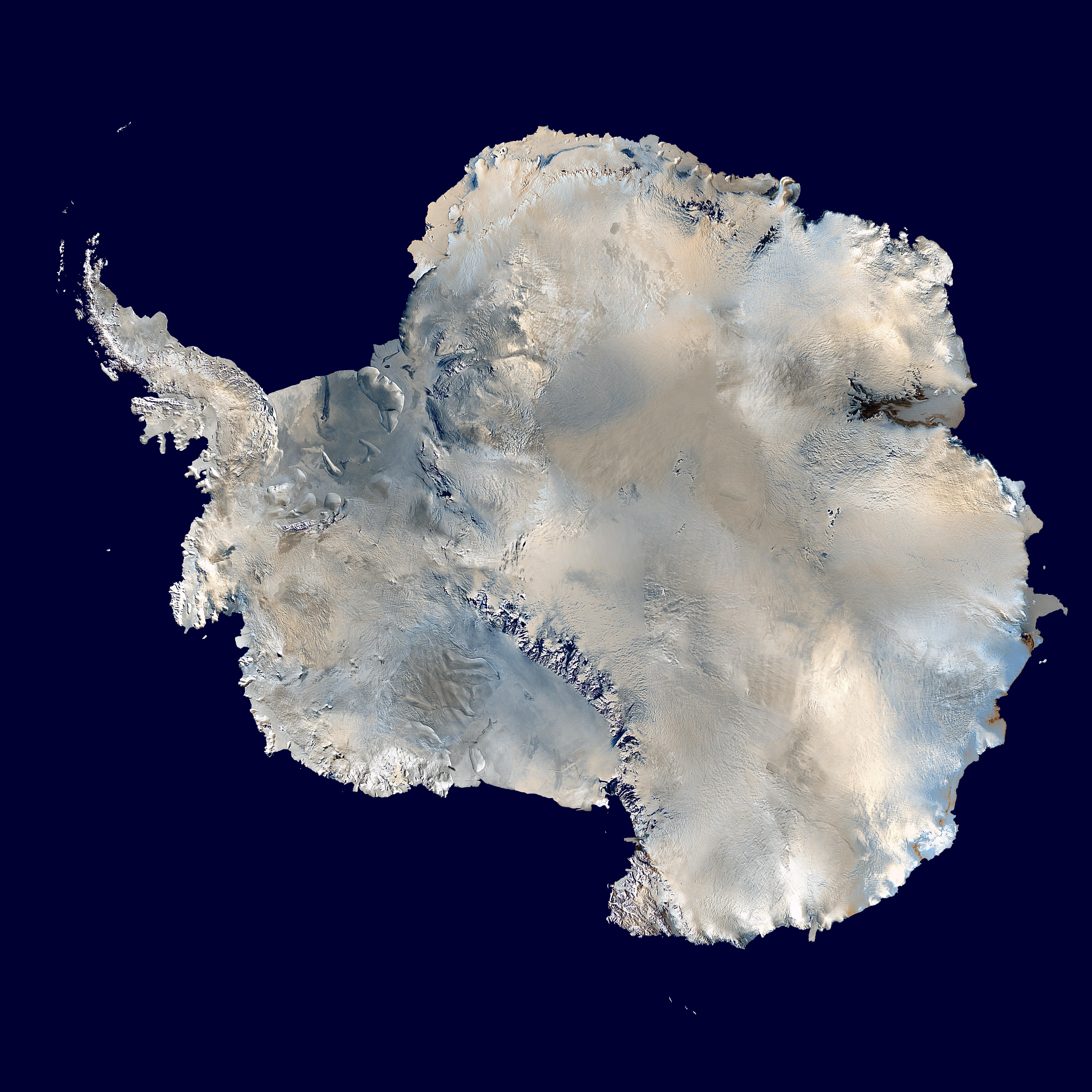
Manto da Antartica visto por satélite

Um manto de gelo ou inlandsis  é uma massa de gelo glaciar que cobre mais de 50 000 km² de algum terreno. Actualmente existem apenas dois mantos de gelo, um na Antártida e outro na Gronelândia; durante o último máximo glacial, o manto de gelo Laurenciano cobria grande parte do Canadá e da América do Norte e o manto de gelo Weichseliano cobria o norte da Europa e o manto de gelo da Patagónia cobria a extremidade meridional da América do Sul.
Os mantos de gelo são maiores que as plataformas de gelo e glaciares. Massas de gelo com área menor que 50 000 km² são designadas calotas de gelo. Uma calota de gelo tipicamente alimenta um conjunto de glaciares de descarga na sua periferia.
Apesar da superfície ser fria, a base de um manto de gelo é geralmente mais quente. Em alguns pontos o gelo derrete e a água produzida funciona como lubrificante do manto de gelo fazendo com este se desloque mais rapidamente. Este processo produz canais de fluxo rápido dentro do manto de gelo - estes designam-se correntes de gelo.
Os actuais mantos polares de gelo são relativamente jovens em termos geológicos. O manto de gelo da Antártida formou-se como uma pequena calota de gelo (ou várias) no início do Oligoceno, expandindo-se e recuando sucessivamente até ao Plioceno, altura em que passou a ocupar a quase totalidade da Antártida. O manto de gelo da Gronelândia não se desenvolveu até ao final do Plioceno, mas aparentemente desenvolveu-se muito rapidamente com a ocorrência da primeira glaciação continental, o que permitiu que fósseis de plantas que então cresciam no que é hoje a Gronelândia, fossem melhor preservados do que os seus congéneres da Antártida.